# Средоземни репаш
Tadarida teniotis (средоземни репаш) је једини представник породице Molossidae у Србији. Ова врста се карактерише изузетно робусном грађом, великим ушима и изузетно дугашким и уским крилима. Крзно ове врсте је кратко, мекано, тамно до светло сиво и нешто светлије вентрално. Уши су велике, округласте, спојене при бази и видно дуже од њушке. Репна летна мембрана је уска, а сам реп се половином своје дужине пружа изван репне летне мембране.

## Распрострањење
Врста је распрострањена по целом Медитерану, од Канарских острва све до мале Азије и Кавкаских планина, као и на блиском истоку. Њен ареал такође покрива целу Шпанију, Италију и Албанију, јужне делове Француске, Швајцарске и Хрватске и скоро читаву Грчку. Појединачни налази забележени су на северу Швајцарске и југу Немачке. 

### Станишта и склоништа
Ова врста живи на свим надморским висина, чак и преко 2000m. Обично живи на планинским и обалским пределима са адекватним склоништима. Лови углавном изнад шума и маслињака, а ређе изнад агроекосистема, градова и водених површина.
Најчешћа склоништа ове врсте током зиме и лета су пукотине на високим, неприступачним литицама и падавинама планина, а такође се могу наћи и у пећинама и пукотинама старих дебала. Поред тога често насељавају и урбана станишта где се скривају у пукотинама у зградама и мостовима.
Сезонске миграције ове врсте нису забележене. Склоништа мења у размаку и преко 30km. 

## Репродуктивно понашање врсте
Формирају породиљске колоније које уобичајено броје 1-50 јединки, ређе и до 400. Женке су полно зреле након годину дана, а током једне сезоне могу изнети само једно младунче које сиса 6-7 недеља. Млади се рађају у периоду од краја јуна до почетка јула (дешава се и да се млади роде крајем августа). Удварање и формирање копулационих колонија се догађа на јесен и током априла

## Исхрана и лов
T. teniotis је изузетно вешт и јак летач који може достићи брзину и до 65km/h. Лови у лету на висини од 10 до 300m и покрива широк спектар станишта током лова (у Португалу је забележено да њихова ловишта покривају површину и до 100ha). Главнину плена им чине крупни ноћни лептири (65-90%).
T. teniotis је изузетно вешт и јак летач који може достићи брзину и до 65km/h. Лови у лету на висини од 10 до 300m и покрива широк спектар станишта током лова (у Португалу је забележено да њихова ловишта покривају површину и до 100ha). Главнину плена им чине крупни ноћни лептири (65-90%).